# Carol Menken-Schaudt
Carol Menken-Schaudt  (nacida el 23 de noviembre de 1957 en Albany, Oregón) es una exjugadora de baloncesto estadounidense. Consiguió 1 medalla de oro con Estados Unidos en los Juegos Olímpicos de Los Ángeles 1984.